# V liga polska w piłce nożnej (2021/2022)
V liga 2021/2022 to rozgrywki szóstego poziomu ligowego piłki nożnej mężczyzn w Polsce w województwie wielkopolskim, które prowadzone były w 3 grupach. Mistrzowie wszystkich grup awansowali do IV ligi, gr. wielkopolskiej a wicemistrzowie grali baraże o awans. Najsłabsze zespoły zostały relegowane do klasy okręgowej.

## Grupa I

### Drużyny
| Uczestnicy poprzedniej edycji                                                                                 | Uczestnicy poprzedniej edycji | Uczestnicy poprzedniej edycji | Uczestnicy poprzedniej edycji |
| --- | ----------------------------- | ----------------------------- | ----------------------------- |
| grupa wielkopolska I                                                                                          |                               |                               |                               |
| ŁOB | Pogoń Łobżenica               | 21                            |                               |
| NCZ | Noteć Czarnków                | 3                             |                               |
| CHO | Polonia Chodzież              | 4                             |                               |
| ZGO | Zamek Gołańcz                 | 5                             |                               |
| BŁW | Błękitni Wronki               | 6                             |                               |
| SPO | Sparta Oborniki               | 7                             |                               |
| MAR | Leśnik Margonin               | 8                             |                               |
| MGO | Concordia Murowana Goślina    | 9                             |                               |
| WSK | Wełna Skoki                   | 10                            |                               |
| SZA | Sparta Szamotuły              | 13                            |                               |
| grupa wielkopolska II                                                                                         |                               |                               |                               |
| ARP | AP Reissa Poznań              | 3                             |                               |
| PRZ | Przemysław Poznań             | 5                             |                               |
| WLP | Wiara Lecha Poznań            | 7                             |                               |
| Spadek z IV ligi 2020/2021                                                                                    |                               |                               |                               |
| grupa wielkopolska                                                                                            |                               |                               |                               |
| LTR | Lubuszanin Trzcianka          | 17                            |                               |
| TWI | TPS Winogrady                 | 21                            |                               |
| Awans z klasy okręgowej 2020/2021                                                                             |                               |                               |                               |
| grupa wielkopolska I                                                                                          |                               |                               |                               |
| KST | Korona Stróżewo               | 1                             |                               |
| Oznaczenia: - kolumna pierwsza – skróty nazw drużyn, - kolumna trzecia – miejsce zajęte w poprzednim sezonie. |                               |                               |                               |

Objaśnienia:
1. Pogoń Łobżenica przegrała baraż o awans do IV ligi z Polonią Kępno.

### Tabela
| Lp. | Drużyna                    | M  | Z  | R | P  | Bramki | Bramki | Różn. | Pkt | Uwagi                                                             | Bezpośrednio                                                   |
| --- | -------------------------- | -- | -- | - | -- | ------ | ------ | ----- | --- | ----------------------------------------------------------------- | -------------------------------------------------------------- |
| 1   | Noteć Czarnków (M) (A)     | 30 | 23 | 6 | 1  | 119    | 34     | +85   | 75  | Awans do IV ligi                                                  |                                                                |
| 2   | Wiara Lecha Poznań (B)     | 30 | 19 | 5 | 6  | 91     | 54     | +37   | 62  | Baraże o awans do IV ligiPrzeniesienie do grupy wielkopolskiej II |                                                                |
| 3   | Pogoń Łobżenica            | 30 | 17 | 7 | 6  | 103    | 60     | +43   | 58  |                                                                   |                                                                |
| 4   | Zamek Gołańcz              | 30 | 18 | 3 | 9  | 90     | 56     | +34   | 57  |                                                                   |                                                                |
| 5   | AP Reissa Poznań           | 30 | 17 | 2 | 11 | 61     | 50     | +11   | 53  | Przeniesienie do grupy wielkopolskiej II                          |                                                                |
| 6   | Polonia Chodzież           | 30 | 15 | 4 | 11 | 56     | 38     | +18   | 49  |                                                                   |                                                                |
| 7   | Lubuszanin Trzcianka       | 30 | 14 | 6 | 10 | 90     | 64     | +26   | 48  |                                                                   |                                                                |
| 8   | Sparta Oborniki            | 30 | 11 | 4 | 15 | 61     | 60     | +1    | 37  |                                                                   |                                                                |
| 9   | Przemysław Poznań          | 30 | 11 | 4 | 15 | 69     | 76     | −7    | 37  | Przeniesienie do grupy wielkopolskiej II                          |                                                                |
| 10  | Błękitni Wronki            | 30 | 9  | 6 | 15 | 40     | 61     | −21   | 33  |                                                                   | BŁW: 6 pkt, różn. -3 KST: 5 pkt, różn. +2 MGO: 5 pkt, różn. +1 |
| 11  | Korona Stróżewo            | 30 | 9  | 6 | 15 | 59     | 66     | −7    | 33  |                                                                   | BŁW: 6 pkt, różn. -3 KST: 5 pkt, różn. +2 MGO: 5 pkt, różn. +1 |
| 12  | Concordia Murowana Goślina | 30 | 8  | 9 | 13 | 39     | 67     | −28   | 33  |                                                                   | BŁW: 6 pkt, różn. -3 KST: 5 pkt, różn. +2 MGO: 5 pkt, różn. +1 |
| 13  | Wełna Skoki                | 30 | 9  | 5 | 16 | 66     | 73     | −7    | 32  |                                                                   |                                                                |
| 14  | Leśnik Margonin            | 30 | 7  | 8 | 15 | 47     | 75     | −28   | 29  |                                                                   |                                                                |
| 15  | TPS Winogrady (S)          | 30 | 6  | 4 | 20 | 37     | 91     | −54   | 22  | Spadek do klasy okręgowej                                         |                                                                |
| 16  | Sparta Szamotuły (S)       | 30 | 3  | 4 | 23 | 40     | 143    | −103  | 13  | Spadek do klasy okręgowej                                         |                                                                |

## Grupa II

### Drużyny
| Uczestnicy poprzedniej edycji                                                                                 | Uczestnicy poprzedniej edycji          | Uczestnicy poprzedniej edycji | Uczestnicy poprzedniej edycji |
| --- | -------------------------------------- | ----------------------------- | ----------------------------- |
| grupa wielkopolska II                                                                                         |                                        |                               |                               |
| LIP | Lipno Stęszew                          | 4                             |                               |
| PRZ | Płomień Przyprostynia                  | 8                             |                               |
| STE | Stella Luboń                           | 9                             |                               |
| OCH | Orkan Chorzemin                        | 10                            |                               |
| GRP | Grom Plewiska                          | 12                            |                               |
| grupa wielkopolska I                                                                                          |                                        |                               |                               |
| CZA | Czarni Czerniejewo                     | 11                            |                               |
| LKO | 1922 Lechia Kostrzyn                   | 12                            |                               |
| grupa wielkopolska III                                                                                        |                                        |                               |                               |
| PKB | Polonus Kazimierz Biskupi              | 8                             |                               |
| VWK | Vitcovia Witkowo                       | 10                            |                               |
| Spadek z IV ligi 2020/2021                                                                                    |                                        |                               |                               |
| grupa wielkopolska                                                                                            |                                        |                               |                               |
| DOP | GKS Dopiewo                            | 22                            |                               |
| Awans z klasy okręgowej 2020/2021                                                                             |                                        |                               |                               |
| grupa wielkopolska II                                                                                         |                                        |                               |                               |
| PIK | Piast Kobylnica                        | 1                             |                               |
| MSW | Meblorz Swarzędz                       | 21                            |                               |
| grupa wielkopolska III                                                                                        |                                        |                               |                               |
| PEN | Pelikan Niechanowo                     | 1                             |                               |
| POL | Polanin Strzałkowo                     | 2                             |                               |
| grupa wielkopolska IV                                                                                         |                                        |                               |                               |
| ORK | Orkan Konarzewo                        | 1                             |                               |
| DGW | Nasza Dyskobolia Grodzisk Wielkopolski | 23                            |                               |
| Oznaczenia: - kolumna pierwsza – skróty nazw drużyn, - kolumna trzecia – miejsce zajęte w poprzednim sezonie. |                                        |                               |                               |

Objaśnienia:
1. Meblorz Swarzędz wygrał baraże o awans do V ligi z Jarotą II Witaszyce.
2. Polanin Strzałkowo wygrał baraże o awans do V ligi z Radwanem Lubasz.
3. Nasza Dyskobolia Grodzisk Wielkopolski wygrała baraże o awans do V ligi z Kłosem Zaniemyśl.

### Tabela
| Lp. | Drużyna                                | M  | Z  | R | P  | Bramki | Bramki | Różn. | Pkt | Uwagi                                                            | Bezpośrednio |
| --- | -------------------------------------- | -- | -- | - | -- | ------ | ------ | ----- | --- | ---------------------------------------------------------------- | ------------ |
| 1   | Lipno Stęszew (M) (A)                  | 30 | 25 | 2 | 3  | 86     | 14     | +72   | 77  | Awans do IV ligi                                                 |              |
| 2   | Meblorz Swarzędz (B)                   | 30 | 20 | 4 | 6  | 74     | 38     | +36   | 64  | Baraże o awans do IV ligiPrzeniesienie do grupy wielkopolskiej I |              |
| 3   | Piast Kobylnica                        | 30 | 20 | 3 | 7  | 79     | 34     | +45   | 63  | Przeniesienie do grupy wielkopolskiej I                          |              |
| 4   | Orkan Chorzemin                        | 30 | 19 | 4 | 7  | 68     | 43     | +25   | 61  |                                                                  |              |
| 5   | Polonus Kazimierz Biskupi              | 30 | 17 | 2 | 11 | 70     | 46     | +24   | 53  |                                                                  |              |
| 6   | Płomień Przyprostynia                  | 30 | 16 | 1 | 13 | 81     | 72     | +9    | 49  |                                                                  |              |
| 7   | Nasza Dyskobolia Grodzisk Wielkopolski | 30 | 14 | 5 | 11 | 67     | 40     | +27   | 47  |                                                                  |              |
| 8   | 1922 Lechia Kostrzyn                   | 30 | 13 | 4 | 13 | 44     | 51     | −7    | 43  | Przeniesienie do grupy wielkopolskiej I                          |              |
| 9   | GKS Dopiewo                            | 30 | 12 | 4 | 14 | 62     | 53     | +9    | 40  |                                                                  |              |
| 10  | Grom Plewiska1                         | 30 | 11 | 4 | 15 | 53     | 67     | −14   | 37  | Drużyna wycofana                                                 |              |
| 11  | Polanin Strzałkowo                     | 30 | 11 | 2 | 17 | 59     | 60     | −1    | 35  |                                                                  |              |
| 12  | Czarni Czerniejewo                     | 30 | 10 | 2 | 18 | 59     | 84     | −25   | 32  | Przeniesienie do grupy wielkopolskiej I                          |              |
| 13  | Pelikan Niechanowo2 (S)                | 30 | 9  | 4 | 17 | 30     | 78     | −48   | 31  | Spadek do klasy B                                                |              |
| 14  | Vitcovia Witkowo (S)                   | 30 | 8  | 5 | 17 | 22     | 70     | −48   | 29  | Spadek do klasy okręgowej                                        |              |
| 15  | Orkan Konarzewo (S)                    | 30 | 4  | 6 | 20 | 34     | 67     | −33   | 18  | Spadek do klasy okręgowej                                        |              |
| 16  | Stella Luboń (S)                       | 30 | 4  | 2 | 24 | 34     | 105    | −71   | 14  | Spadek do klasy okręgowej                                        |              |

## Grupa III

### Drużyny
| Uczestnicy poprzedniej edycji                                                                                 | Uczestnicy poprzedniej edycji     | Uczestnicy poprzedniej edycji | Uczestnicy poprzedniej edycji |
| --- | --------------------------------- | ----------------------------- | ----------------------------- |
| grupa wielkopolska III                                                                                        |                                   |                               |                               |
| VIS | Victoria Skarszew                 | 21                            |                               |
| GRY | GKS Rychtal                       | 3                             |                               |
| ZEF | Zefka Kobyla Góra                 | 4                             |                               |
| PLE | Stal Pleszew                      | 5                             |                               |
| MRO | Orzeł Mroczeń                     | 6                             |                               |
| KOB | Piast Kobylin                     | 7                             |                               |
| KRO | Astra Krotoszyn                   | 9                             |                               |
| PCZ | Piast Czekanów                    | 11                            |                               |
| grupa wielkopolska II                                                                                         |                                   |                               |                               |
| GOS | Kania Gostyń                      | 2                             |                               |
| RAW | Rawia Rawicz                      | 6                             |                               |
| RAC | PKS Racot                         | 11                            |                               |
| Spadek z IV ligi 2020/2021                                                                                    |                                   |                               |                               |
| grupa wielkopolska                                                                                            |                                   |                               |                               |
| OST | Ostrovia 1909 Ostrów Wielkopolski | 16                            |                               |
| PLE | Polonia 1912 Leszno               | 19                            |                               |
| KKR | Krobianka Krobia                  | 20                            |                               |
| Awans z klasy okręgowej 2020/2021                                                                             |                                   |                               |                               |
| grupa wielkopolska V                                                                                          |                                   |                               |                               |
| WŚR | Warta Śrem                        | 1                             |                               |
| grupa wielkopolska VI                                                                                         |                                   |                               |                               |
| KOŹ | Biały Orzeł Koźmin Wielkopolski   | 1                             |                               |
| Oznaczenia: - kolumna pierwsza – skróty nazw drużyn, - kolumna trzecia – miejsce zajęte w poprzednim sezonie. |                                   |                               |                               |

Objaśnienia:
1. Victoria Skarszew przegrała baraże o awans do IV ligi z Kanią Gostyń.
2. Kania Gostyń przegrała baraże o awans do IV ligi z Polonią Kępno.

### Tabela
| Lp. | Drużyna                           | M  | Z  | R | P  | Bramki | Bramki | Różn. | Pkt | Uwagi                       | Bezpośrednio |
| --- | --------------------------------- | -- | -- | - | -- | ------ | ------ | ----- | --- | --------------------------- | ------------ |
| 1   | Polonia 1912 Leszno (M) (A)       | 30 | 25 | 1 | 4  | 75     | 24     | +51   | 76  | Awans do IV ligi            |              |
| 2   | Victoria Skarszew (B)             | 30 | 23 | 3 | 4  | 99     | 35     | +64   | 72  | Baraże o awans do IV ligi   |              |
| 3   | Krobianka Krobia                  | 30 | 19 | 5 | 6  | 66     | 41     | +25   | 62  |                             |              |
| 4   | Ostrovia 1909 Ostrów Wielkopolski | 30 | 18 | 6 | 6  | 83     | 35     | +48   | 60  |                             |              |
| 5   | Kania Gostyń                      | 30 | 18 | 4 | 8  | 54     | 26     | +28   | 58  |                             |              |
| 6   | Warta Śrem                        | 30 | 13 | 5 | 12 | 52     | 50     | +2    | 44  |                             |              |
| 7   | Biały Orzeł Koźmin Wielkopolski   | 30 | 12 | 7 | 11 | 43     | 43     | 0     | 43  |                             |              |
| 8   | Piast Kobylin1                    | 30 | 11 | 6 | 13 | 62     | 68     | −6    | 39  | Drużyna wycofana            |              |
| 9   | GKS Rychtal                       | 30 | 11 | 3 | 16 | 54     | 64     | −10   | 36  |                             |              |
| 10  | Rawia Rawicz                      | 30 | 9  | 5 | 16 | 45     | 64     | −19   | 32  |                             |              |
| 11  | Orzeł Mroczeń                     | 30 | 9  | 4 | 17 | 44     | 70     | −26   | 31  | MRO – ZEF 3:3 ZEF – MRO 0:3 |              |
| 12  | Zefka Kobyla Góra                 | 30 | 9  | 4 | 17 | 42     | 60     | −18   | 31  | MRO – ZEF 3:3 ZEF – MRO 0:3 |              |
| 13  | Astra Krotoszyn                   | 30 | 9  | 2 | 19 | 51     | 77     | −26   | 29  |                             |              |
| 14  | Piast Czekanów                    | 30 | 7  | 7 | 16 | 46     | 68     | −22   | 28  |                             |              |
| 15  | PKS Racot (S)                     | 30 | 5  | 7 | 18 | 27     | 65     | −38   | 22  | Spadek do klasy okręgowej   |              |
| 16  | Stal Pleszew (S)                  | 30 | 5  | 5 | 20 | 31     | 84     | −53   | 20  | Spadek do klasy okręgowej   |              |

## Baraże o awans do IV ligi
W barażach o IV ligę brała udział 16. drużyna IV ligi oraz wicemistrzowie grup V ligi.

### Półfinały
| 29 czerwca 2022 18:00 | Victoria Skarszew · 10' Patryk Palat · 53', 59', 61' Mateusz Stefański | 4:2(1:0)Raport | Wiara Lecha Poznań · 64', 90' Błażej Telichowski |  |
|                       |                                                                        |                |                                                  |  |

Awans do finału: Victoria Skarszew
| 29 czerwca 2022 17:00 | KKS 1925 II Kalisz · 69' Mateusz Molek · 88' Kacper Dudek | 2:4(0:1)Raport | Meblorz Swarzędz · 9', 73' Mikołaj Remlein · 52' Michał Nowak · 68' Krystian Skórczyński |  |
|                       |                                                           |                |                                                                                          |  |

Awans do finału: Meblorz Swarzędz

### Finał
| 2 lipca 2022 18:00 | Victoria Skarszew | 3:0Raport | Meblorz Swarzędz |  |
|                    |                   |           |                  |  |

Zwycięzca baraży: Victoria Skarszew